# 센겐다이역
센겐다이역(일본어: せんげん台駅, せんげんだいえき)은 일본 사이타마현 고시가야시에 있는 도부 철도 이세사키선의 역이다. 역 번호는 TS 24이다.

## 역사
- 1967년 4월 15일: 영업 개시.
- 2009년: 동쪽 출입구와 대합실 사이에 엘리베이터 설치.
- 2010년
  - 3월: 승강장과 대합실 사이에 엘리베이터 설치.
  - 12월 20일: 발차 멜로디 도입.
- 2012년 3월 17일: TS 24의 역 번호 설정.
- 2013년 2월 28일: 서쪽 출입구와 대합실 사이에 엘리베이터 설치.
- 2017년 4월 21일: 하행 특급 "스카이트리 라이너"와 평일 운행의 특급 "어번 파크 라이너"의 정차 개시.

## 역 구조
섬식 승강장 2면 4선의 지상역이다. 교상 역사는 개통 당시부터 공용하고 있었으며 서쪽 출입구는 역 건물 "토스카"와 직결된다.
2010년 12월 20일에 발차 멜로디가 도입되었다.

### 승강장
| 번호 | 노선                 | 방향 | 행선 |
| ---- | -------------------- | ---- | --- |
| 1・2 | 도부 스카이트리 라인 | 상행 | 신코시가야・기타센주・도쿄 스카이트리・아사쿠사・ 히비야선 나카메구로・ 한조몬선 시부야・ 도큐 덴엔토시선 주오린칸 방면 |
| 3・4 | 도부 스카이트리 라인 | 하행 | 가스카베・도부 도부쓰코엔・ 이세사키선 구키・ 닛코선 미나미쿠리하시・ 도부 어번 파크 라인 오미야・노다시 방면           |

- 상기의 노선명은 여객 안내 상의 명칭("도부 스카이트리 라인"의 애칭)으로 표기하고 있다.
- 본 역에서 준급, 구간 준급, 보통 급행, 구간 급행을 대피하는 경우가 많다. 현행 다이아에서는 2개 연속 대피하는 경우가 주간 시간에도 보이고 특급과 함께 3개 연속으로 대피하는 열차도 있다. 또한, 아침 러시아워의 전후 시간대는 급행과 구간 급행 열차가 특급을 대피하기도 한다.
- 화장실은 개찰구 층에 설치되어 있다. 2000년경까지는 각 승강장의 계단 밑에 위치하고 있었다.

## 역 주변
- 다케사토 단지(도시 재생 기구)
- 센겐다이 파크 타운(도시 재생 기구)
- 국도 제4호선
- 도부 센겐다이 변전소
- 사쿠라이 교류관
- 사쿠라이 지구 센터・마을 회관
- 센겐다이 기념 회관
- 준텐도 대학 의학부 부속 준텐도 고시가야 병원
- 고시가야 시립 사쿠라이 초등학교
- 고시가야 시립 니이가타 초등학교
- 고시가야 시립 오부쿠로키타 초등학교
- 고시가야 시립 야사카 초등학교
- 고시가야 시립 센겐다이 초등학교
- 고시가야 시립 센겐다이 중학교
- 고시가야 시립 기타 중학교
- 사이타마 현 고시가야키타 고등학교
- 돗쿄 사이타마 중・고등학교
- 사이타마 현 고시가야 특별 지원학교
- 사이타마 현립 대학
- 세븐 타운 센겐다이
- TOBU 식선 시장 센겐다이점
- 토스카(역 빌딩)
- 이온 센겐다이점
- 카와치 약품
- 더 프라이스
- 센겐호리 상점가
- 센겐다이 니시구치 상가
- 고시가야 센겐다이히가시 우체국
- 고시가야 센겐다이니시 우체국
- 미즈호 은행 센겐다이 지점
- 도치기 은행 센겐다이 지점
- 사이타마 리소나 은행 센겐다이 지점

## 사진

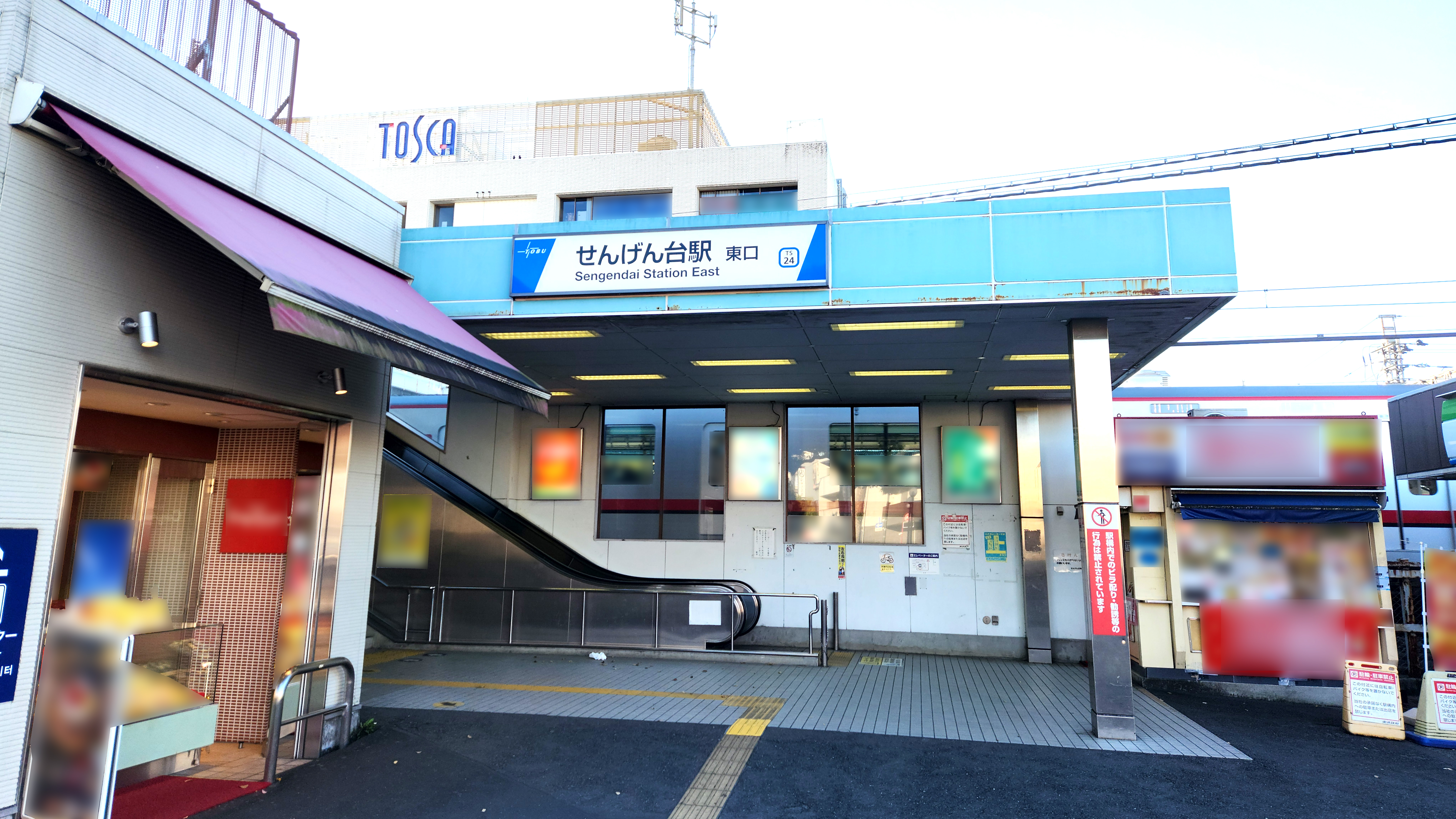
동쪽 출입구(2024년 12월)

## 인접역
| 도부 철도 이세사키선(도부 스카이트리 라인) | 도부 철도 이세사키선(도부 스카이트리 라인) | 도부 철도 이세사키선(도부 스카이트리 라인) |
| ------------------------------------------ | ------------------------------------------ | ------------------------------------------ |
| TS 21 고시가야 아사쿠사 방면               | ■ 급행 ■ 구간급행                          | 가스카베 TS 27 도부 도부쓰코엔 방면        |
| TS 23 오부쿠로 아사쿠사 방면               | ■ 준급 ■ 구간준급 ■ 보통                   | 다케사토 TS 25 도부 도부쓰코엔 방면        |